# Bubba Smith
Charles Aaron Smith, conocido como Bubba Smith (Orange, Texas, 28 de febrero de 1945-Los Ángeles, 3 de agosto de 2011), fue un actor y jugador de fútbol americano estadounidense. Era conocido por su gran estatura (2,01 metros).

## Carrera deportiva

### Universidad
Smith empezó a jugar en el equipo de fútbol de la Universidad Estatal de Míchigan. En 1965 y 1966 fue galardonado con todo los honores como mejor jugador americano. En su temporada sénior, jugó el "partido del siglo" (finalizado en 10-10 contra la Universidad de Notre Dame). Míchigan finalizó segunda por detrás de Notre Dame en el campeonato nacional. En 1988 fue incluido en el Salón de la fama de la universidad. En la Universidad de Míchigan fue un atleta popular al que se le puso el eslogan "Kill Bubba Kill" (Mata Bubba, Mata).
El 23 de septiembre de 2006, la Universidad Estatal de Míchigan retiró su camiseta con su dorsal 95 antes del partido de los Spartans frente a Notre Dame, partido que sirvió para rememorar el cuadragésimo aniversario del partido del siglo, en el mismo, se pudo oír vítores por parte del público a Smith mientras entonaban el ya mencionado eslogan.

### NFL
Smith estuvo nueve temporadas en la NFL en la posición de ala defensivo. En el draft de 1967 fichó por Baltimore Colts con quien ganó una Super Bowl al final de la temporada en 1970 obteniendo su primer y único anillo. Sin embargo, en las entrevistas siempre ha declarado que nunca se lo puso ya que le parecía engorroso jugar con el objeto. Antes del inicio de la temporada de 1972 fichó por Oakland Raiders y finalizó su carrera en Houston Oilers. Fue seleccionado jugador profesional del año y dos en su conferencia y obtuvo dos Pro Bowls

### Trayectoria profesional
| Temporada | Equipo                  | Categoría |
| --------- | ----------------------- | --------- |
| 1965-66   | Michigan State Spartans | NCAA I    |
| 1967-71   | Baltimore Colts         | NFL       |
| 1973-74   | Oakland Raiders         | NFL       |
| 1975-78   | Houston Oilers          | NFL       |

## Carrera cinematográfica
Tras retirarse del fútbol profesional, Smith empezó su carrera como actor en pequeñas películas y papeles televisivos de los 70 y 80. El papel que más fama le dio como actor fue el de Moses Hightower en la película (y sus secuelas) Police Academy, papel que interpretó en seis de las siete producciones. Durante un tiempo fue portavoz de una firma de abogados del área de Baltimore. En la pequeña pantalla, Smith protagonizó la serie Blue Thunder junto con su amigo y también futbolista, Dick Butkus.

### Filmografía
- Wonder Woman (1978)
- Superdome (1978)
- Good Times (1978)
- A Pleasure Doing Business (1979)
- Los ángeles de Charlie (1979)
- The Misadventures of Sheriff Lobo (1979)
- The Last Ride of the Dalton Gang (1979)
- El camionero y su mono (1980)
- The White Shadow (1980)
- Semi-Tough (1980)
- Con ocho basta (1980)
- Vega$ (1980)
- Fighting Back (1980)
- Escape From DS-3 (1981)
- The Big Black Pill (1981)
- Taxi (1982)
- Open All Night (1981-82)
- Hart y Hart (1983)
- Stroker Ace (1983)
- Loca academia de policía (1984)
- Blue Thunder (1984)
- Rodney Dangerfield: Exposed (1985)
- Half Nelson (1985)
- Loca academia de policía 2 (1985)
- Black Moon Rising (1986)
- Loca academia de policía 3 (1986)
- Loca academia de policía 4 (1987)
- The Wild Pair (1987)
- Loca academia de policía 5 (1988)
- Loca academia de policía 6 (1989)
- Stuck with Each Other (1989)
- Matrimonio con hijos (1991)
- MacGyver (1991)
- My Samurai (1992)
- The Naked Truth (1993)
- Fist of Honor (1993)
- Cosas de casa (1993)
- El silencio de los borregos (1994)
- Drifting School (1995)
- Sabrina, cosas de brujas (1997)
- Loca academia de policía: La serie (1997)
- The Flunky (2000)
- Corrupción policial (2000)
- Full Clip (2004)
- The Coach (2004)
- Blue River (2010)
- DaZe: Vol. Too (sic) - NonSeNse (2010) (postproducción)

## Fallecimiento
El 3 de agosto de 2011, Smith fue encontrado sin vida en su domicilio de Baldwin Hills, Los Ángeles por el portero de la finca. Según determina la autopsia, la causa del fallecimiento se debió por la ingesta considerable de Fentermina: una droga adelgazante. Su corazón aumentó de tamaño considerablemente aunque había conseguido controlar el ritmo. Tenía 66 años.